# Časová interpolace řeči
Časová interpolace řeči (anglicky time-assignment speech interpolation, TASI) byla v telekomunikacích analogová technika používaná na některých dálkových přenosových spojích ke zvýšení kapacity přenosu hlasu.
TASI byla vynalezena v Bellových laboratořích na počátku 60. let 20. století za účelem zvýšení kapacity transatlantických telefonních kabelů. Byla to jedna z prvních aplikací vyžadujících elektronické přepínání hlasových kanálů.
Pozdější zařízení pro násobení digitálních kanálů zahrnovala TASI jako funkci, nikoli jako samostatný hardware.

## Princip funkce
TASI využívá skutečnosti, že v typickém rozhovoru mezi lidmi se řeč v jednom směru vyskytuje přibližně 40 % času a zbývající čas zabírají pauzy a/nebo ticho. Statistická analýza prokázala, že při průměrném využití hlasového kanálu na 40 % lze pomocí 37 plně duplexních hovorových okruhů přenášet více než 74 telefonních hovorů, čímž se zdvojnásobí potenciální příjmy vynaložením poměrně malých finančních prostředků v porovnání s velmi drahým kabelem; např. náklady na kabel TAT-1, na kterém bylo TASI implementováno, činily 12,5 milionu liber (což odpovídá téměř 9 miliardám Kč v roce 2014)..
TASI fungovalo tak, že přepínalo další účastníky na hlasový kanál, který byl dočasně nečinný, protože původní účastník přestal mluvit. Když původní účastník znovu začal mluvit, byl přepnut na jiný kanál, který byl náhodou nečinný. Funkce detekce řeči se nazývá detekce hlasové aktivity. K přerušení nebo ztrátě řeči docházelo u všech hovorů, které bylo třeba přiřadit k volnému nečinnému kanálu, a v praxi trvalo nejméně 17 ms, než řídicí obvody TASI zpracovaly informace potřebné k opětovnému propojení obou stran. Další doba zastavení trvající od 0 do 500 ms by závisela na okamžitém zatížení hlasových kanálů. V reálném provozu nepředstavovaly tyto prodlevy v typických hovorech žádné problémy.
Jedním z problémů při používání tohoto typu technologie bylo, že účastníci, kteří poslouchají na nečinném kanálu, mohou někdy zaslechnout cizí konverzaci, která na něj byla přepnuta, i když byla velmi slabá a jednotlivá slova nebyla rozlišitelná. Podobný jev v telekomunikacích se nazývá přeslech. Dalším potenciálním problémem bylo zajistit, aby kanály nehlasového typu (např. kanály přenášející hudbu nebo rozhlasové pořady, kde se pauzy vyskytují zřídka) nebyly směrovány hovorovými kanály TASI, protože by mohly významně zhoršit úroveň služeb, kdy by se volající setkávali s častým přerušováním řeči a přestávkami v hovoru.